# Giuseppe Gamba (cardinale)
Giuseppe Gamba (San Damiano d'Asti, 25 aprile 1857 – Torino, 26 dicembre 1929) è stato un cardinale e arcivescovo cattolico italiano.

## Biografia
Nacque a San Damiano d'Asti il 25 aprile 1857.

### Formazione e ministero sacerdotale
Dopo gli studi nel seminario vescovile di Asti sotto la guida spirituale di san Giuseppe Marello, fu ordinato sacerdote nel 1880. Esercitò il suo ministero come viceparroco e parroco della cattedrale di Asti e, dal 1883 al 1901, come vicario generale della diocesi.

### Ministero episcopale e cardinalato
Fu quindi eletto vescovo di Biella il 16 dicembre 1901 da papa Leone XIII e ordinato vescovo il 17 maggio 1902 da monsignor Giacinto Arcangeli, vescovo di Asti.
Il 13 agosto 1906 fu eletto vescovo di Novara.
Il 20 dicembre 1923 fu eletto arcivescovo di Torino.
Papa Pio XI lo elevò al rango di cardinale nel concistoro del 20 dicembre 1926 con il titolo di Santa Maria sopra Minerva.
Morì il 26 dicembre 1929 all'età di 72 anni. Un suo monumento funebre è custodito nella navata destra del duomo di Torino, opera di Edoardo Rubino (1930).

## Genealogia episcopale e successione apostolica
La genealogia episcopale è:
- Cardinale Scipione Rebiba
- Cardinale Giulio Antonio Santorio
- Cardinale Girolamo Bernerio, O.P.
- Arcivescovo Galeazzo Sanvitale
- Cardinale Ludovico Ludovisi
- Cardinale Luigi Caetani
- Cardinale Ulderico Carpegna
- Cardinale Paluzzo Paluzzi Altieri degli Albertoni
- Papa Benedetto XIII
- Papa Benedetto XIV
- Cardinale Enrique Enríquez
- Arcivescovo Manuel Quintano Bonifaz
- Cardinale Buenaventura Córdoba Espinosa de la Cerda
- Cardinale Giuseppe Maria Doria Pamphilj
- Papa Pio VIII
- Papa Pio IX
- Cardinale Alessandro Franchi
- Cardinale Giovanni Simeoni
- Cardinale Antonio Agliardi
- Vescovo Giacinto Arcangeli
- Cardinale Giuseppe Gamba

La successione apostolica è:
- Vescovo Quirico Travaini (1919)
- Cardinale Maurilio Fossati, O.SS.G.C. (1924)
- Arcivescovo Gaudenzio Manuelli (1927)

### Opere su Giuseppe Gamba
- Giuseppe Angrisani, Il Cardinale Giuseppe Gamba: breve biografia illustrata, Torino-Roma, Marietti, 1930.